# Evangelisch-reformierte Kirche Schwalenberg

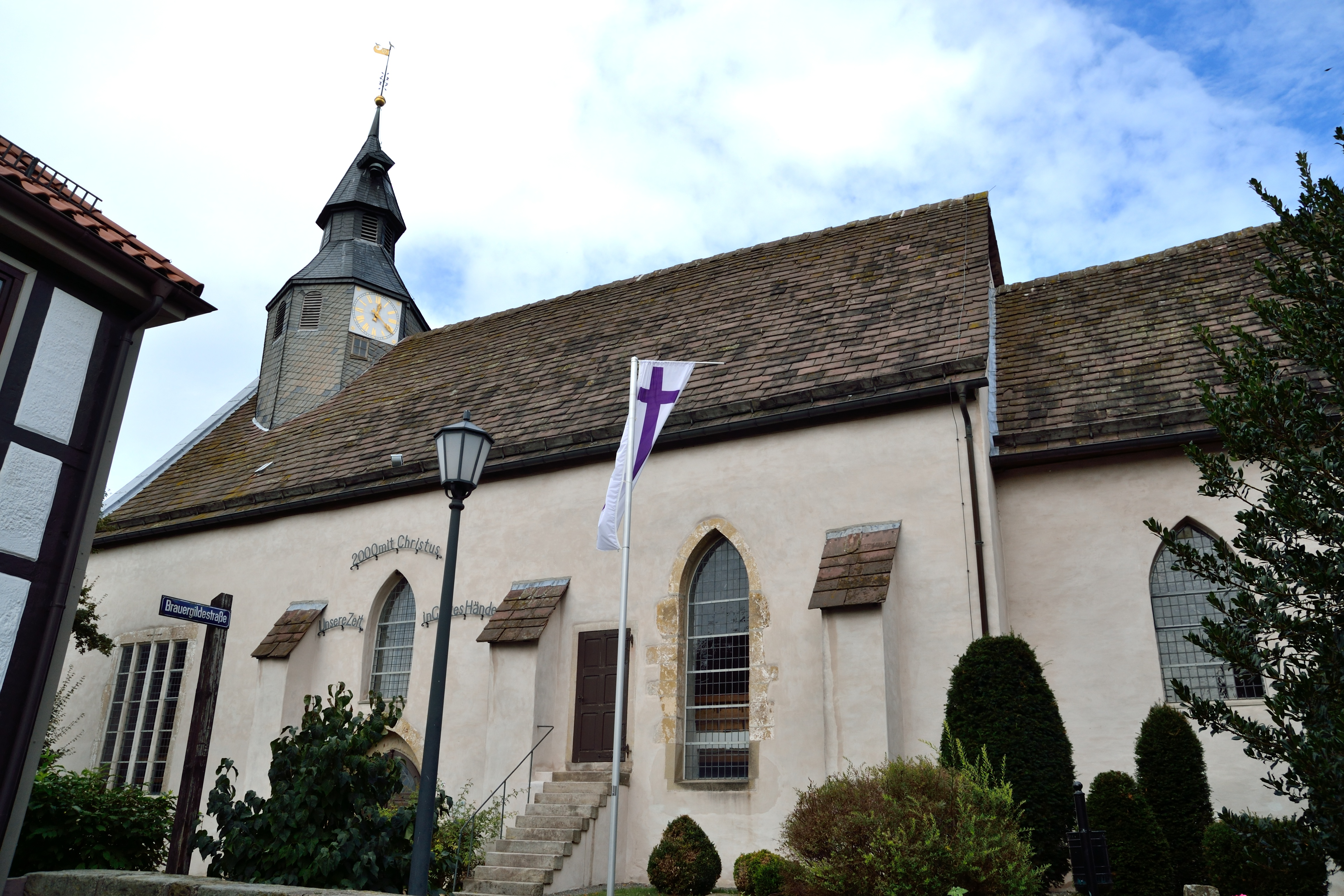
Evangelisch-reformierte Kirche Schwalenberg

Die denkmalgeschützte Evangelisch-reformierte Kirche Schwalenberg steht in Schwalenberg, einem Gemeindeteil der Stadt Schieder-Schwalenberg im Kreis Lippe von Nordrhein-Westfalen. Die Kirchengemeinde gehört zur reformierten Klasse Ost der Lippischen Landeskirche. Solange sie als katholische Kirche genutzt wurde, war sie mit dem Patrozinium St. Johannes der Täufer geweiht. 

## Beschreibung
Die Saalkirche mit zwei Jochen aus verputzten Bruchsteinen wurde im Kern im 13. Jahrhundert erbaut und nach einem Brand 1307 erneuert. An ihr Langhaus, deren Strebepfeiler später angebaut wurden, schließt sich im Osten ein eingezogener, gerade geschlossener Chor an. Aus dem Satteldach des Langhauses erhebt sich im Westen ein achteckiger, schiefergedeckter, mit einem gestuften Helm bedeckter Dachreiter, der die Turmuhr und den Glockenstuhl mit einer 1624 gegossenen Kirchenglocke beherbergt. 
Die Brüstungen der dreiseitigen Emporen im Innenraum des Langhauses sind durch Pilaster unterteilt. Der Innenraum sollte ursprünglich ein Kreuzrippengewölbe erhalten, das nicht ausgeführt wurde, es sind nur die Gurtbögen vorhanden. 
Die Orgel mit 18 Registern, auf zwei Manualen und Pedal wurde 1983 von der Orgelbauwerkstatt Führer in den Prospekt der 1815 von Johann-Markus Oestreich gebauten Orgel eingebaut.